# Реано
Реано (итал. Reano) — коммуна в Италии, располагается в регионе Пьемонт, в провинции Турин.
Население составляет 1602 человека (2008 г.), плотность населения составляет 239 чел./км². Занимает площадь 6 км². Почтовый индекс — 10090. Телефонный код — 011.
Покровителем коммуны почитается святой Георгий Победоносец, празднование 23 апреля.

## Демография
Динамика населения:

## Администрация коммуны
- Официальный сайт: http://www.comune.reano.to.it/